# Karl-Otto Schlau
Karl-Otto Schlau (* 5. März 1920 in Goldingen (lettisch Kuldīga), Lettland; † 10. November 2001 in Schorndorf) war ein deutscher Verwaltungsjurist und Ministerialbeamter deutsch-baltischer Herkunft sowie Autor von Werken zur baltischen Geschichte.

## Leben und Wirken
Karl-Otto Schlau stammte aus einer deutsch-baltischen Akademikerfamilie. Er war ein Sohn des Philologen und Pädagogen Wilhelm Schlau (1886–1978) und dessen Frau Frieda Dorothea, geb. Neander (1888–1984), einer Schwester von Wilhelm Neander; sein Großvater war der 1919 von den Bolschewiken in Riga ermordete Propst Karl Schlau. Wilfried Schlau war sein Bruder. 1938 machte er sein Abitur auf dem deutschen Gymnasium in Mitau (lettisch Jelgava) und begann ein Studium der Geschichte und Germanistik an der Universität Lettlands und am Herder-Institut in Riga. Von 1940 bis 1945 leistete er Kriegsdienst  und floh am Ende des Krieges in den Westen. Ab 1946 studierte er Rechtswissenschaften an der Universität Bonn. Nach erstem Examen leistete er seine Referendarzeit im Oberlandesgerichtsbezirk Köln und ging für ein Semester 1949/50 an die Georgetown University in Washington D.C. Ab 1954 war Karl-Otto Schlau im Dienst des Landes Nordrhein-Westfalen und wirkte als Referent und Gruppenleiter im Kultusministerium.
1969 wechselte er in den Dienst des Landes Baden-Württemberg. Im Stuttgarter Kultusministerium leitete er als Ministerialdirigent die Hochschulabteilung. Im 1978 gegründeten Wissenschaftsministerium übernahm er die Leitung der Grundsatzabteilung.
Seit 1989 war er in zweiter Ehe mit Ursula, geb. Ott († 2000) verheiratet. Beide waren Nachkommen von Gottlieb Wilhelm Hoffmann.
Er war Vorsitzender der Deutsch-Baltischen Genealogischen Gesellschaft in Darmstadt.

## Nachlass
Teile des Nachlasses von Karl-Otto Schlau verwahren das Landesarchiv Nordrhein-Westfalen, das Institut für Zeitgeschichte München. sowie die Deutsch-Baltische Genealogische Gesellschaft.

## Schriften
- Mitau im 19. Jahrhundert. Leben und Wirken des Bürgermeisters Franz von Zuccalmaglio (1800–1873). Wedemark-Elze: Hirschheydt 1995 (Beiträge zur baltischen Geschichte 15)
- Als Gouvernante auf kurländischen Gütern (1846–1850). Wedemark-Elze: Hirschheydt 1996 (Beiträge zur baltischen Geschichte 16)
- Bolschewikenzeit in Mitau 9. Januar − 18. März 1919. Wedemark-Elze: v. Hirschheydt 1999 (Beiträge zur baltischen Geschichte 18)
- (posthum) Ratslinie der Stadt Mitau in Kurland 1573–1918. Hamburg: Pantzer 2002 (Baltische Ahnen- und Stammtafeln, Sonderheft 27)